# ブロードチャーチ〜殺意の町〜
『ブロードチャーチ～殺意の町～』（ブロードチャーチ さついのまち、原題: Broadchurch）は、イギリスのITV制作のテレビドラマ。

## 概要
殺人事件を解決するまでの捜査過程を描いたクライム・サスペンスドラマ作品。
イギリスのITVにて、2013年3月にシーズン1放送。ITV史上最高の視聴率34.2%獲得。
英国アカデミー賞テレビ部門でドラマシリーズ作品賞、主演女優賞（オリヴィア・コールマン）、助演男優賞（デヴィッド・ブラッドリー）の3冠受賞。

## 放映期間
シーズン1
- イギリス (ITV)：2013年3月4日-4月22日
- 日本 (WOWOW)：2014年9月

シーズン2
- イギリス (ITV)：2015年1月5日-2月23日
- 日本 (WOWOW)：2015年7月

シーズン3
- イギリス (ITV)：2017年2月27日-4月17日
- 日本 (WOWOW)：2017年4月[1]

## あらすじ

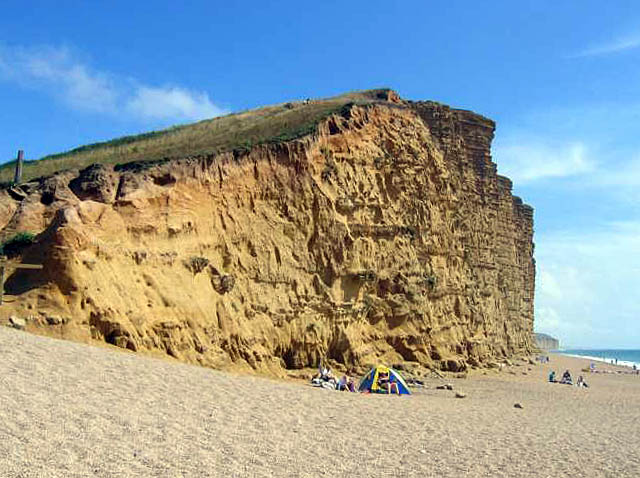
物語の発端となる少年の遺体が発見される場面は、ドーセットのウェストベイで撮影された。

### シーズン1
イギリスの海岸沿いの街・ブロードチャーチでダニーという少年の遺体が発見される事件が起きた。地元警察の刑事であるエリーと、ブロードチャーチに来て間もないアレック・ハーディ刑事が捜査にあたった。そこで彼らは、被害者の周囲の人間がそれぞれ秘密を抱えていたことを知る。

### シーズン2
ダニー殺害事件は、犯人の逮捕により解決したように見えた。だが、裁判である事態が発生したため、遺族たちは法廷弁護士であるジョスリンに訴訟を依頼した。
そんな中、アレックは犯人逮捕に結びつけなかったサンドブルックという町での殺人事件の捜査のやり直しに動いていた。

## 登場人物
日本語吹替-WOWOW版/ DVD版
アレック・ハーディ
演 - デヴィッド・テナント、日本語吹替 - 森川智之 / 川本克彦
本作の主人公の一人である刑事。元は大都会に住んでおり都市圏での捜査経験は豊富だが、海岸沿いの小さな町であるブロードチャーチに来て間もないため、町のことをよく知らない。
かつてサンドブロックという別の町で殺人事件の捜査にあたっていた。
エリー・ミラー
演 - オリヴィア・コールマン、日本語吹替 - 土井美加 / 名越志保
ブロードチャーチの警察署に勤務する刑事。
アレックと共にダニー殺害事件の犯人を追う。
ベス・ラティマー
演 - ジョディ・ウィテカー、日本語吹替 - 根谷美智子 / 竹内絢子
ダニーの母、事件で息子を失ってしまう
マーク・ラティマー
演 - アンドリュー・バカン、日本語吹替 - 田村真 / 北田理道
ダニーの父である配管技師。
クロエ・ラティマー
演 - シャーロット・ビューモント、日本語吹替 - 中村千絵 / 石井綾
ダニーの姉。
ダニエル（ダニー）・ラティマー
演 - オスカー・マクナマラ、日本語吹替 - 田野アサミ /
本作のキーパーソンとなる11歳の少年。彼の遺体が海岸で見つかったことが物語のはじまりとなる。
リズ・ローパー
演 - スーザン・ブラウン
ダニーとクロエの祖母、ベスの母親。
ジョー・ミラー
演 - マシュー・グラヴェル、日本語吹替 - 志村知幸 / 小林親弘
エリーの夫。元救命士。
トム・ミラー
演 - アダム・ウィルソン、日本語吹替 - 木下紗華 / 大井麻利衣
エリーの息子。ダニーの生前友達だった。
マギー・ラドクリフ
演 - キャロリン・ピックルズ、日本語吹替 - 新田万紀子 /
ブロードチャーチの新聞社に勤務する記者、オリーの上司。
オリー（オリバー）・スティーヴンス
演 - ジョナサン・ベイリー、日本語吹替 - 矢野正明 /
ブロードチャーチの新聞社に勤務する記者、エリーの甥にあたる。被害者がダニーであることに気付く。
カレン・ホワイト
演 - ヴィッキー・マクルーア
デイリー・ヘラルドの記者。事件を聞きつけてブロードチャーチにやってくる。
ポール・コーツ
演 - アーサー・ダーヴィル、日本語吹替 - 藤井啓輔 /
ブロードチャーチの牧師。
ナイジェ・カーター
演 - ジョー・シムズ
マークの同僚で配管技師。
スーザン・ライト
演 - ポーリン・クアーク
トレーラーに住んでいる女性。犬を飼っている。
ジャック・マーシャル
演 - デイビッド・ブラッドリー
ブロードチャーチで雑貨屋を営む店主。
ベッカ・フィッシャー
演 - シモーヌ・マッコーリー
ブロードチャーチでホテルを経営している女性。
スティーヴ・コネリー
演 - ウィル・メラー
電話技師。ブロードチャーチの警察署へ工事に来る。

### シーズン2より登場
ジョスリン・ナイト
演 - シャーロット・ランプリング、日本語吹替 - 沢田敏子
ブロードチャーチ在住の法廷弁護士。
シャロン・ビショップ
演 - マリアンヌ・ジャン＝バプティスト、日本語吹替 - 小宮和枝
ダニー殺害事件犯人の法廷弁護士。
アビー・トンプソン
演 - フィービー・ウォーラー＝ブリッジ、日本語吹替 - 木下紗華
シャロンを補佐する法廷弁護士。
クレア・リプリー
演 - イヴ・マイルズ、日本語吹替 - 宮島依里
リー・アシュワース
演 - ジェームズ・ダーシー、日本語吹替 - 三上哲

## スタッフ
- 製作総指揮:ジェーン・フェザーストーン、クリス・チブナル
- 音楽:オーラヴル・アルナルズ[4]

## リメイク
グレースポイント（原題：Gracepoint）は、2014年10月より米FOX局にて放送。